# Ariyoshi no kabe (émission)
 (juillet 2023).
La mise en forme du texte ne suit pas les recommandations de Wikipédia : il faut le « wikifier ».
Les points d'amélioration suivants sont les cas les plus fréquents. Le détail des points à revoir est peut-être précisé sur la page de discussion.
- Les titres sont pré-formatés par le logiciel. Ils ne sont ni en capitales, ni en gras.
- Le texte ne doit pas être écrit en capitales (les noms de famille non plus), ni en gras, ni en italique, ni en « petit »…
- Le gras n'est utilisé que pour surligner le titre de l'article dans l'introduction, une seule fois.
- L'italique est rarement utilisé : mots en langue étrangère, titres d'œuvres, noms de bateaux, etc.
- Les citations ne sont pas en italique mais en corps de texte normal. Elles sont entourées par des guillemets français : « et ».
- Les listes à puces sont à éviter, des paragraphes rédigés étant largement préférés. Les tableaux sont à réserver à la présentation de données structurées (résultats, etc.).
- Les appels de note de bas de page (petits chiffres en exposant, introduits par l'outil «  Source ») sont à placer entre la fin de phrase et le point final[comme ça].
- Les liens internes (vers d'autres articles de Wikipédia) sont à choisir avec parcimonie. Créez des liens vers des articles approfondissant le sujet. Les termes génériques sans rapport avec le sujet sont à éviter, ainsi que les répétitions de liens vers un même terme.
- Les liens externes sont à placer uniquement dans une section « Liens externes », à la fin de l'article. Ces liens sont à choisir avec parcimonie suivant les règles définies. Si un lien sert de source à l'article, son insertion dans le texte est à faire par les notes de bas de page.
- La présentation des références doit suivre les conventions bibliographiques. Il est recommandé d'utiliser les modèles {{Ouvrage}}, {{Chapitre}}, {{Article}}, {{Lien web}} et/ou {{Bibliographie}}. Le mode d'édition visuel peut mettre en forme automatiquement les références.
- Insérer une infobox (cadre d'informations à droite) n'est pas obligatoire pour parachever la mise en page.

Pour une aide détaillée, merci de consulter Aide:Wikification.
Si vous pensez que ces points ont été résolus, vous pouvez retirer ce bandeau et améliorer la mise en forme d'un autre article.
Ariyoshi no kabe (有吉の壁, littéralement Le mur d'Ariyoshi) est une émission de télévision japonaise diffusée tous les mercredis soirs à 19 h sur Nippon TV depuis le 8 avril 2020. C'est un programme de variété owarai (humour). L'émission est animée et proposée par Hiroyuki Ariyoshi, un humoriste respecté et populaire au Japon. Du 7 avril 2015 au 5 janvier 2020, Ariyoshi no Kabe était diffusée à des heures tardives en tant qu'émission spéciale et de façon irrégulière. Le succès de l'émission lui permet de passer à un horaire prime time au Japon, de 19 h à 20 h, appelé golden time (en raison du coût extrême des publicités durant cette plage d'horaire),.

## Concept de l'émission
Le concept de l'émission est que « les jeunes humoristes qui dirigeront la prochaine génération comique défieront le "mur de la comédie" représenté par Ariyoshi et grandiront en tant qu'humoristes en surmontant le mur".

## Principe de l'émission
Les humoristes proposent leurs gags ou sketches à tour de rôle selon un itinéraire prévu à l'avance en fonction d'un thème, généralement celui définit par le lieu de tournage différent à chaque fois, et Ariyoshi lui-même, accompagnée de la mannequin, tarento et actrice Shiori Saitô, les juge avec un petit panneau à main bon marché. S'il donne un O (équivalent de OK), cela signifie que le mur est franchi et un point est attribué aux humoristes. S'il donne un X (équivalent de Pas OK), les humoristes n'obtiennent pas de points. À la fin de l'émission, l'humoriste qui a franchi le plus de murs est annoncé.
L'émission est avant tout pour les jeunes (nouveaux) humoristes et jouit d'une bonne réputation auprès de nombreuses célébrités qui en font les louanges sur Twitter,. L'émission est devenue une plateforme servant de tremplin et est très attrayante pour les comédiens : ils peuvent redevenir populaire auprès du grand public grâce à leurs performances,.
Beaucoup d'humoristes populaires et vétérans participent régulièrement à l'émission, pour lui donner un équilibre.
Ariyoshi est également très impliqué dans le choix des participants.
L'abréviation et le nom commun du programme est kabe et les artistes sont appelés kage geinin, autrement dit les comiques du mur.

## Autres rubriques
Outre la partie principale de l'émission, qui consiste à regarder Ariyoshi marcher à travers le lieu de tournage et juger les sketches des humoristes, il existe également plusieurs rubriques (ou segments) dans l'émission qui jouissent de la même popularité. On appelle ces rubriques des corner (コーナー, kônâ).

## Sources et références
1. ↑  (ja) « 日テレ「有吉の壁」水曜19時でレギュラー化 「衝撃のアノ人に…」は終了 - スポニチ Sponichi Annex 芸能 », sur スポニチ Sponichi Annex (consulté le 10 juillet 2023)
2. ↑  « 『有吉の壁』　19時台にお笑い番組が久々に登場した訳｜エンタメ！｜NIKKEI STYLE », sur nikkei.com,‎ 30 juin 2020 (consulté le 10 juillet 2023)
3. 1 2 3  (ja) « 有吉の壁「勝ち方は１個じゃない」脱ひな壇の勝算 - 梅ちゃんねる - 芸能コラム : 日刊スポーツ », sur nikkansports.com (consulté le 10 juillet 2023)
4. ↑  « ハブ化する『有吉の壁』 ブレイクスルーへと導く純度100％の“お笑い番組”の重要性 », sur Oricon,‎ 2 septembre 2020 (consulté le 10 juillet 2023)
5. ↑  « https://twitter.com/suzu_mg/status/628222496655872000 », sur Twitter (consulté le 10 juillet 2023)
6. ↑  « https://twitter.com/hentaimimura/status/628222448584933377 », sur Twitter (consulté le 10 juillet 2023)
7. ↑  (ja) « 有吉の壁で“再ブレイク”を果たした芸人が急増！ お笑い番組で実力を発揮か (2020年8月12日) », sur Excite,‎ 12 août 2020 (consulté le 10 juillet 2023)
8. ↑  « スター輩出の「有吉の壁」　新しい笑いへの挑戦：朝日新聞デジタル », sur web.archive.org,‎ 30 décembre 2020 (consulté le 10 juillet 2023)